# Liste des fontaines marchandes de Paris

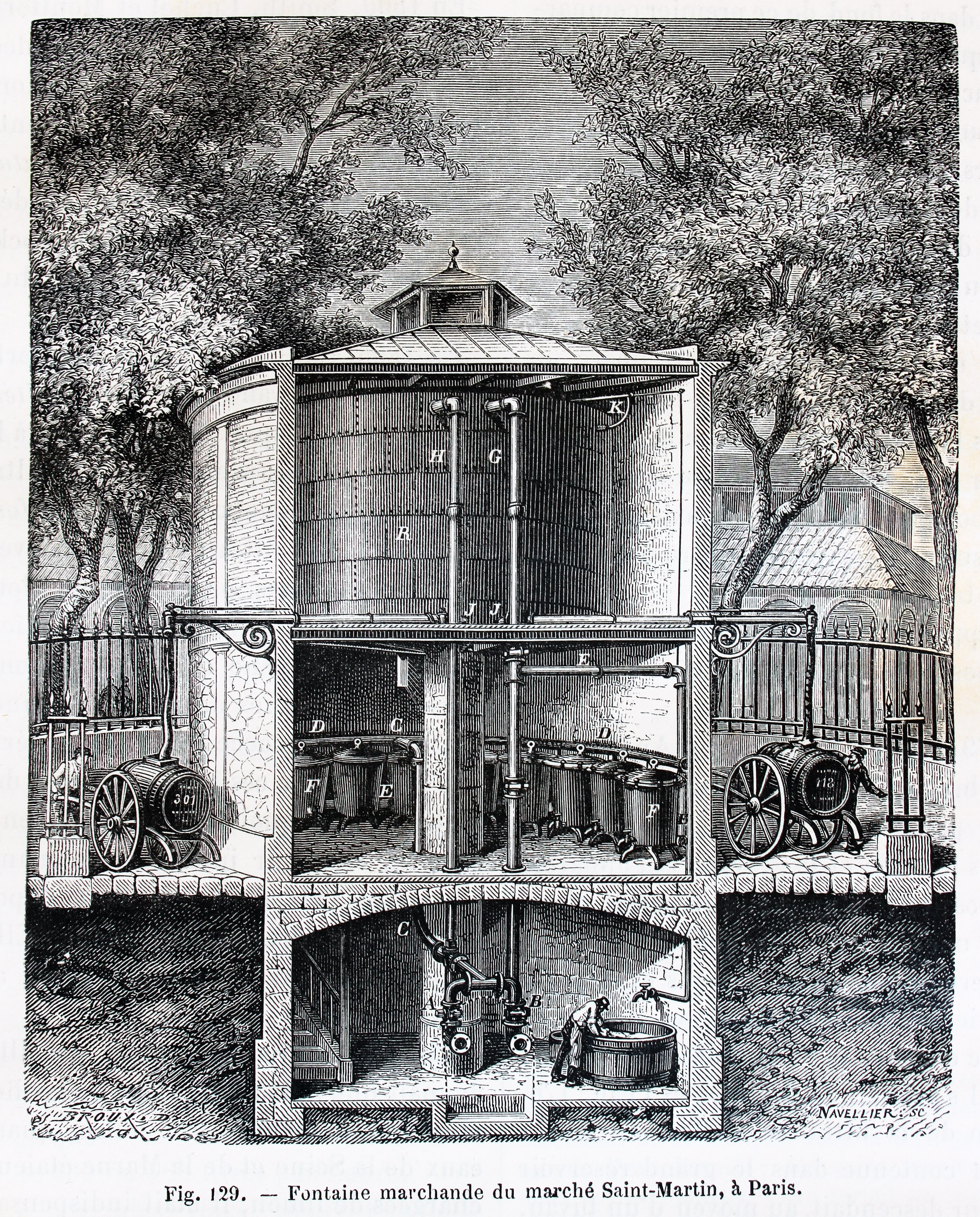
Fontaine marchande du marché Saint-Martin, gravure publiée en 1873 dans Les Merveilles de l'industrie de Louis Figuier.

La liste des fontaines marchandes de Paris recense les fontaines payantes dont la construction fut autorisée à Paris à la fin du XVIIIe siècle.

## Histoire
De 1774 à 1782, des particuliers furent autorisés à construire des fontaines et à en faire payer la consommation. Elles cessèrent leur activité par un arrêté du 6 prairial an XI (26 mai 1803) les obligeant à rejoindre la Compagnie des eaux de Paris. D’une qualité faiblement artistique, elles disparurent progressivement.
Elles avaient pour objet de procurer aux Parisiens une eau plus salubre et plus limpide. Elles préservaient les porteurs d’eau des dangers qu’ils couraient en allant puiser l’eau dans la Seine.
Les premières sont installées sur le quai de l'École.
Selon Maxime Du Camp, ces fontaines sont une source de revenus conséquents pour la municipalité.

## Emplacements
En 1865, on dénombrait 31 fontaines marchandes, dans un arrêté du préfet de la Seine, le baron Haussmann, relatif aux receveurs de ces fontaines :
- Allemagne : 111 avenue Jean-Jaurès ;
- Arsenal : 6 rue de l'Arsenal ;
- Auteuil : rue Boileau ;
- Belleville : 151 rue Pelleport ;
- Blanche : 100 boulevard de Clichy ;
- Boule-Rouge : 5 rue de la Boule-Rouge ;
- Capron : 23 rue Capron ;
- Chaillot ;
- Charenton ;
- Chopinette : 58 boulevard de la Villette ;
- Clichy ;
- Courcelles : 13 rue de Courcelles ;
- Courcelles-Ternes : boulevard de Courcelles
- Isly : 1 rue du Département au coin de la rue de Tanger ;
- Jussieu : rue de Jussieu ;
- Garancière ;
- Gentilly : 17 boulevard Auguste-Blanqui ;
- Laborde : square Marcel-Pagnol (antérieurement rue de l'Arcade) ;
- Maubeuge : rue de Maubeuge (antérieurement fontaine de Belhomme) ;
- Montreuil : 2 rue de Montreuil ;
- Montrouge : rue d'Alésia ;
- Neuilly ;
- Panthéon : place du Panthéon (réservoirs du Panthéon) ;
- Passy : 4 rue du Commandant-Schloesing (petits réservoirs de Passy);
- Père-Lachaise : 245 rue des Pyrénées ;
- Picpus : 8 boulevard de Picpus ;
- Saint-Mandé ;
- Saint-Martin : au centre du marché Saint-Martin ;
- Cloître Saint-Merri : 28 rue du Renard;
- Sèvres : au coin de la rue de Sèvres et de la rue de la Chaise ;
- Université : 81 rue de l'Université ;
- Vaugirard : 125 bis rue de l'Abbé-Groult.

Elles n'étaient plus que 26 en 1877, et 11 en 1900.